# Golf de Sant Jordi

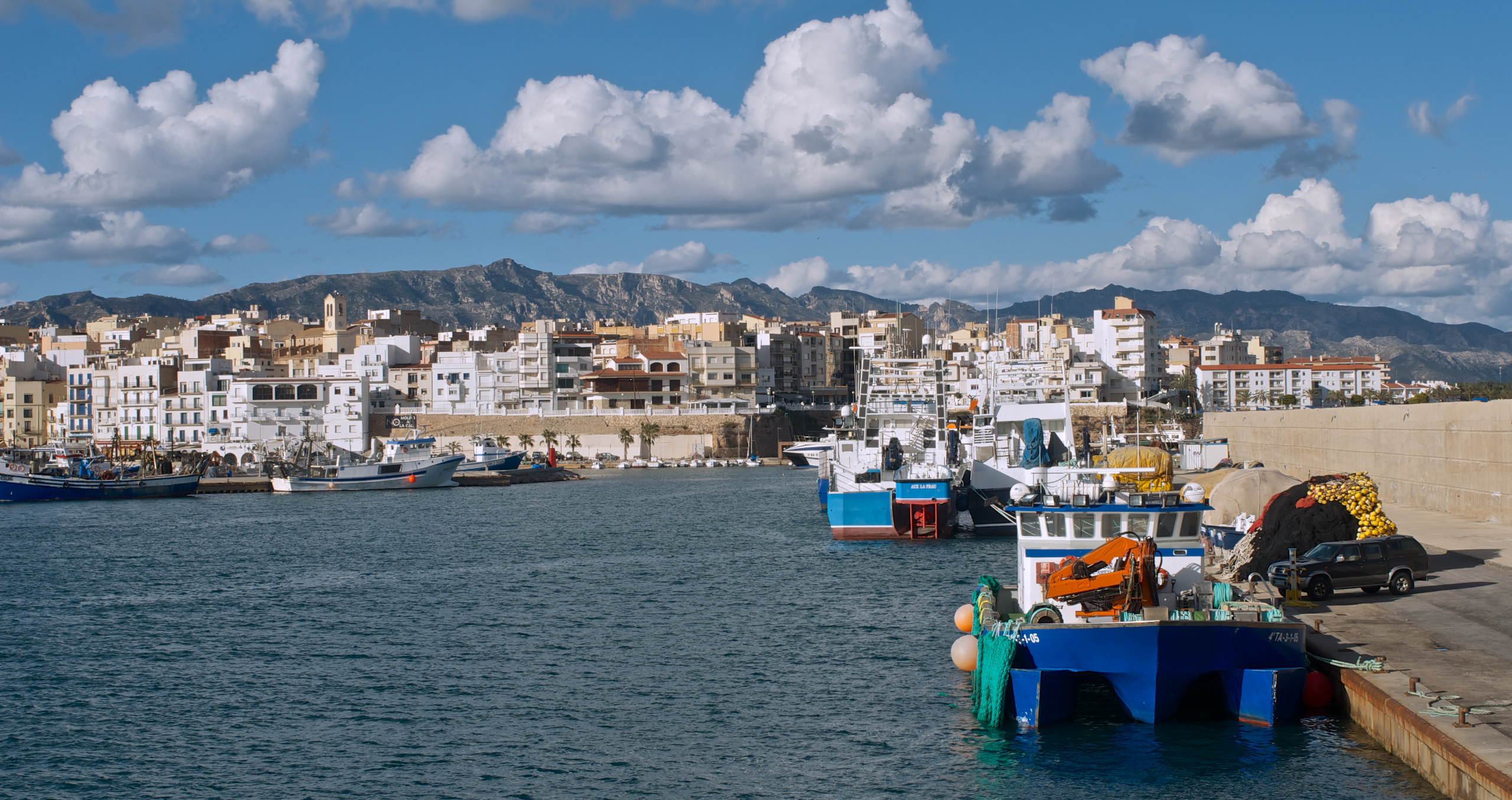
Port de l'Ametlla 2013

El golf de Sant Jordi o mar de la Frau és l'entrant principal del litoral meridional català, a la Costa Daurada, i tradicionalment es considera que té l'inici al coll de Balaguer, al sud del Baix Camp, i s'estén fins al cap de Tortosa, a l'illa de Buda.

## Descripció
Acull tota la costa del Baix Ebre i deu el seu nom a l'antic castell de Sant Jordi d'Alfama, situat al començament del golf. Els pescadors de Cambrils (Baix Camp) li donen també el nom de "mar de la Frau".
La seva formació geològica és relativament recent, ja que és originat pel desenvolupament progressiu de la desembocadura de l'Ebre, que endinsa els seus sediments a la Mediterrània en forma de delta.
La seva costa es veu retallada per un bon nombre de caps i cales, però l'accident principal es troba al sud, al port del Fangar, que és l'entrant que forma la banya septentrional del delta de l'Ebre, coneguda com la punta del Fangar. Al golf hi desemboquen tot de barrancs i torrents (com ara el torrent del Pi, el barranc de l'Estany i el torrent de Santes Creus), que formen part de la conca de les rieres de Calafat i el golf de Sant Jordi, una de les conques internes de Catalunya.
De nord a sud, alberga els ports de Calafat, Sant Jordi d'Alfama, l'Ametlla de Mar i l'Ampolla.
A mitjan costa hi ha l'espai natural protegit del Cap de Santes Creus, que té dos trams diferenciats; el principal, comprès entre el port natural de l'Estany i el nord del cap Roig, i un de més petit, la reserva natural del torrent del Pi, al nord de l'Ametlla de Mar.
El seu litoral està resseguit per la via del tren, l'autopista AP-7 i el sender de gran recorregut GR-92, o sender del Mediterrani.